# Albert Madörin
Albert Madörin   (17 de març de 1905 - Basilea, juny 1960) fou un pilot de bob suís que va tenir els seus principals èxits en els anys posteriors a la Segona Guerra Mundial.
El 1952 va prendre part en els Jocs Olímpics d'Hivern d'Oslo, on guanyà disputà la medalla de bronze en la prova del bobs a quatre del programa de bob. Va formar equip amb Fritz Feierabend, Stephan Waser i André Filippini. En el seu palmarès també destaca una medalla de plata al Campionat del món de bob de 1950.